# Daniela Cociu
Daniela Cociu (Chisináu, 4 de mayo de 2000) es una deportista moldava que compite en piragüismo en la modalidad de aguas tranquilas.
Ganó una medalla de plata en el Campeonato Mundial de Piragüismo de 2024 y dos medallas de bronce en el Campeonato Europeo de Piragüismo de 2025.
Participó en dos Juegos Olímpicos de Verano, Tokio 2020 y París 2024, ocupando en ambas ocasiones el séptimo lugar en la prueba de C2 500 m.

## Palmarés internacional
| Campeonato Mundial | Campeonato Mundial       | Campeonato Mundial | Campeonato Mundial |
| Año                | Lugar                    | Medalla            | Competición        |
| ------------------ | ------------------------ | ------------------ | ------------------ |
| 2024               | Samarcanda (Uzbekistán)  | Medalla de plata   | C2 200 m           |
| Campeonato Europeo |                          |                    |                    |
| Año                | Lugar                    | Medalla            | Competición        |
| 2025               | Račice (República Checa) | Medalla de bronce  | C1 5000 m          |
| 2025               | Račice (República Checa) | Medalla de bronce  | C4 500 m mixto     |